# Emile Buisset

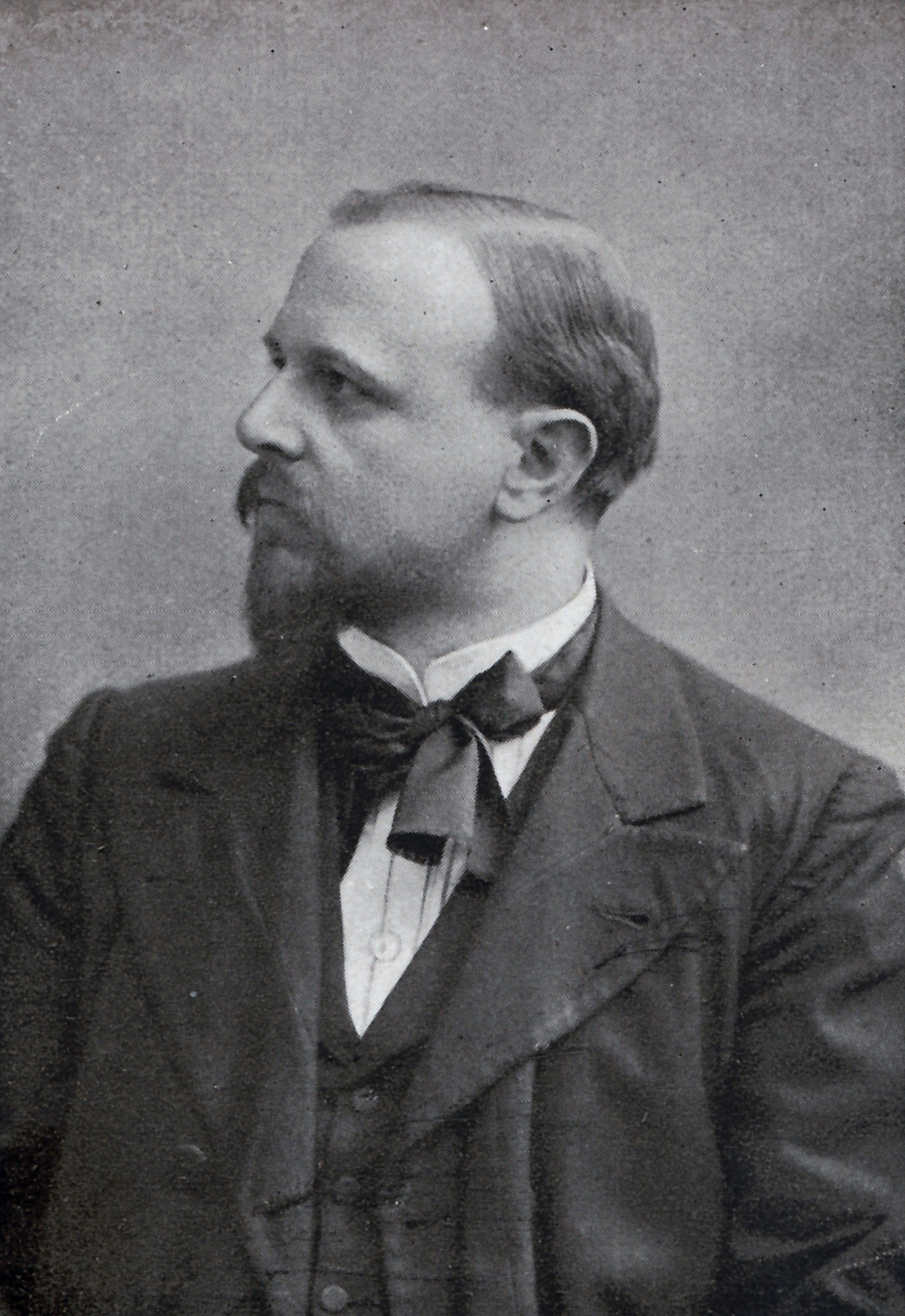
Emile Buisset in 1911.

Emile Alphonse Parfait Buisset (Charleroi, 29 juni 1866 - aldaar, 7 februari 1925) was een Belgisch liberaal politicus en burgemeester.

## Levensloop
Buisset kwam uit een burgerlijke familie die van Thuin afkomstig was. Als doctor in de rechten aan de Universiteit van Luik vestigde hij zich als advocaat in Charleroi.
Hij trad toe tot de Liberale Partij en werd in 1898 secretaris-generaal van de Liberale Associatie van Charleroi. Voor de liberalen werd hij verkozen tot gemeenteraadslid van Charleroi, waar hij van 1903 tot 1921 schepen van Financiën en van 1921 tot aan zijn dood in 1925 burgemeester was. Van 1904 tot 1925 zetelde hij eveneens voor het arrondissement Charleroi in de Kamer van volksvertegenwoordigers.
Als militant van de Waalse Beweging zetelde Buisset vanaf 1912 ook in de Assemblée wallonne. Tijdens de Eerste Wereldoorlog bevond hij zich in het Verenigd Koninkrijk om hulp te zoeken voor Belgische arbeiders die door de oorlog getroffen waren. 